# Leon von Biliński
Leon Ritter von Biliński (* 15. Juni 1846 in Zaleszczyki, Galizien (heute Ukraine); † 14. Juni 1923 in Wien) war ein polnisch-österreichischer Politiker, 1895–97 und 1909–11 österreichischer Finanzminister, von 1912 bis 1915 k.u.k. gemeinsamer Finanzminister Österreich-Ungarns und damit gleichzeitig Gouverneur von Bosnien und Herzegowina, außerdem nach dem Ersten Weltkrieg 1919 kurze Zeit polnischer Finanzminister.

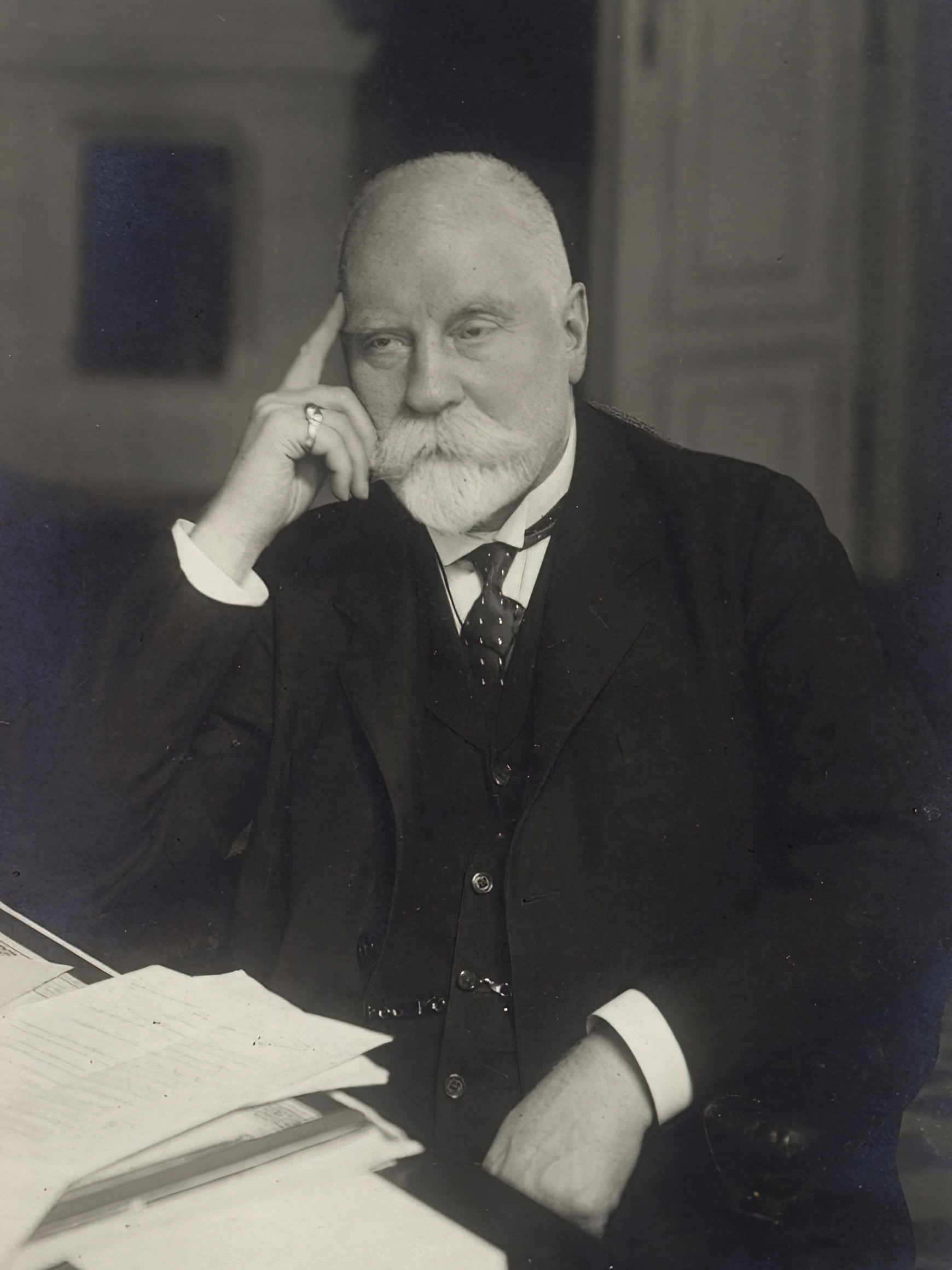
Leon von Biliński, fotografiert von Charles Scolik

## Leben

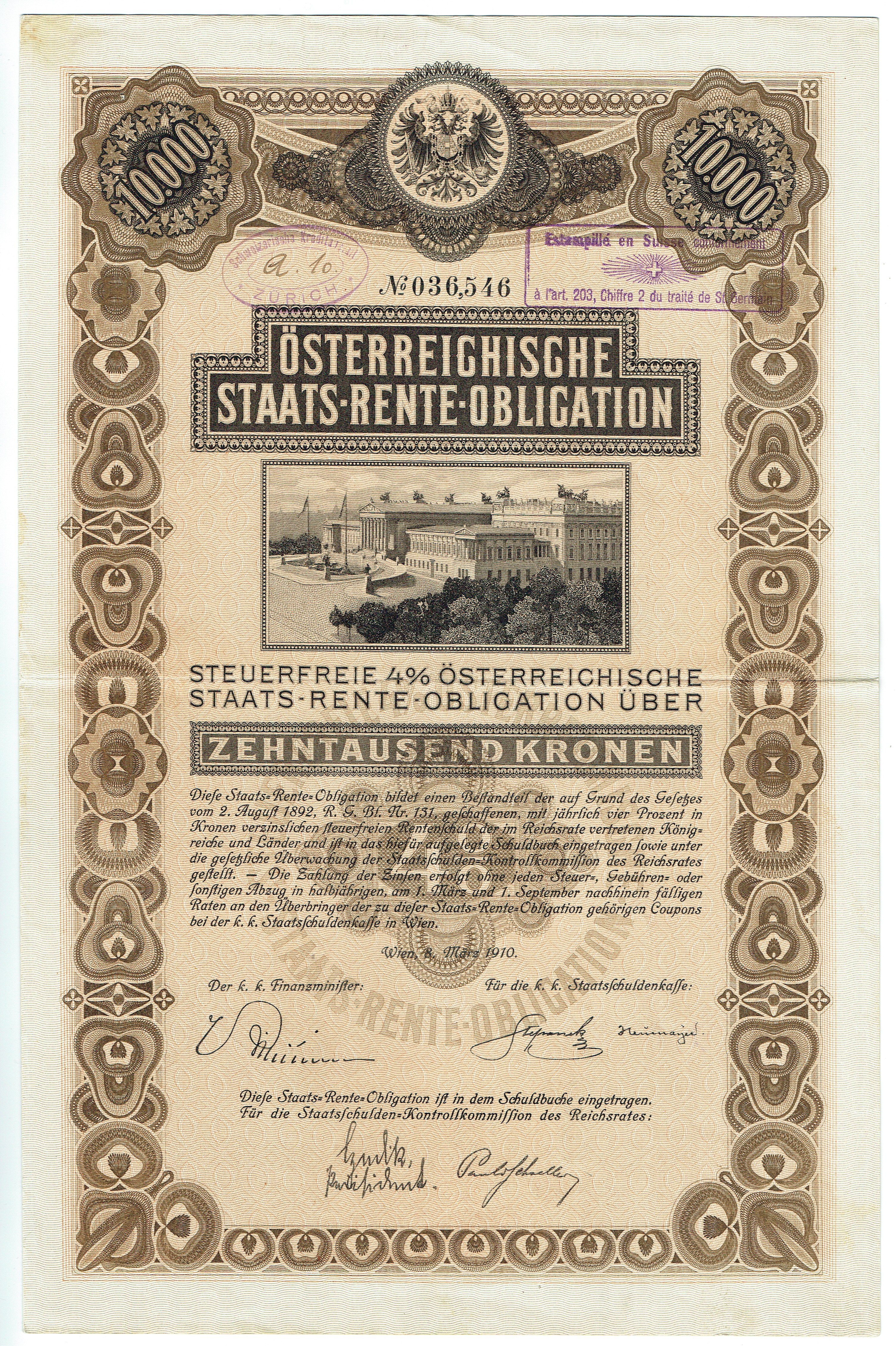
Österreichische Staats-Rente-Obligation vom 8. März 1910, signiert von Finanzminister Leon von Biliński

Leon von Biliński wurde im ostgalizischen Zaleszczyki geboren. Er studierte 1862–1865 Ökonomie an der Universität Lemberg und erlangte dort 1871 auch eine Professur. Nach mehreren Funktionen in der Universitätsverwaltung wurde er 1878 Rektor der Universität Lemberg. Er fungierte ab 1. Februar 1892 als Präsident der k.k. General-Direktion der Österreichischen Staatsbahnen und 1907–1914 als konservativer Reichsratsabgeordneter und ab 1900 lebenslanges Mitglied des Herrenhauses. Als Finanzminister im Kabinett Badeni vereinbarte er 1896 den Finanzausgleich mit Ungarn. 1897 war er einer der fünf Unterzeichner der große innenpolitische Turbulenzen auslösenden Badenischen Sprachenverordnung für Böhmen und Mähren. Als Finanzminister im Kabinett Bienerth trat er nach Konflikten mit dem Parlament 1911 zurück und wurde Obmann des einflussreichen Polenclubs, der Fraktion der polnischen Abgeordneten im Reichsrat.
Biliński wurde unter anderem mit dem Komturkreuz des Franz-Joseph-Ordens auszeichnet und war Ritter des Ordens der eisernen Krone I. Klasse. Er war Mitglied der k. k. Akademie der Wissenschaften zu Krakau sowie Ehrenbürger von Rzeszów.

### Gemeinsamer Finanzminister
Am 20. Februar 1912 ernannte der Kaiser Biliński zum gemeinsamen Finanzminister der Monarchie. Von Beginn seiner Tätigkeit als Gouverneur von Bosnien und der Herzegowina an hatte Biliński große Differenzen mit General Oskar Potiorek, dem Militärgouverneur der Provinz. Potiorek war ein die Serben verachtender Hardliner, während Biliński einen moderaten Kurs vertrat, um die Serben Bosniens für die Monarchie zu gewinnen. Der Zivil-Gouverneur konnte aber nicht verhindern, dass der Militärgouverneur den Bosnischen Landtag schloss und serbische Vereinigungen auflöste.
Dennoch gehörte Biliński zur Kriegspartei, den Befürwortern einer kriegerischen Auseinandersetzung mit Serbien, zusammen mit den wichtigsten Exponenten der Gesamtmonarchie, wie Ministerpräsident Karl Stürgkh, Generalstabschef Franz Conrad von Hötzendorf und Kriegsminister Alexander von Krobatin.
Gemeinsam mit Außenminister Leopold Berchtold war Biliński schon beim Ministerrat am 2. Mai 1913, während der Skutari-Krise, für die Angliederung Serbiens als gleichberechtigter Teil der Monarchie eingetreten.
Biliński drohte in den ersten Kriegswochen mit seinem Rücktritt als Finanzminister, sollte wie geplant ein General Statthalter von Galizien werden.
Er wollte einen Aufruf zur Insurrektion an die Polen erlassen, was Conrad für verfrüht hielt, obwohl auch er meinte, Kongresspolen müsste an die Monarchie fallen.

### Austropolnische Lösung
Biliński, war ein leidenschaftlicher Vertreter der „austropolnischen Lösung“, der Angliederung Russisch-Polens an das Habsburgerreich mit weitgehender Autonomie in Form des Trialismus. Er wollte Anfang August 1914 eine von Kaiser Franz Joseph und Berchtold gebilligte Kundgebung in austropolnischem Sinne, die ein habsburgisches Königreich Polen bestehend aus Galizien und Russisch-Polen, mit eigener Regierung und eigenem Landtag vorsah, veröffentlichen. Diese musste aber wegen des Vetos des ungarischen Ministerpräsidenten István Tisza gegen einen Trialismus unveröffentlicht bleiben. Neben Tiszas Ablehnung verhinderte vor allem der Widerstand des deutschen Verbündeten die Veröffentlichung der Proklamation. Durch Tiszas Protest beim gemeinsamen Ministerrat am 22. August 1914 fiel Bilińskis Trialismus-Projekt durch und wurde in der Folge nie mehr zur Debatte gestellt. Aber obwohl die trialistische Konzeption nie mehr zum Gegenstand politischer Auseinandersetzungen im Ministerrat wurde, sprach man bis in die letzten Kriegswochen davon.
Für die Polen der Monarchie war die Entwicklung enttäuschend, wie sich bei einer Rede Bilińskis, nach seinem Rücktritt als Finanzminister am 7. Februar 1915, als nach wie vor einflussreicher Obmann des Polenclubs, vor seiner Fraktion Anfang Oktober 1915 zeigte: 

„Die darin enthaltenden schweren Anklagen gegen die österreichisch-ungarische Regierung, der Tadel ihres unentschlossenen Vorgehens in der Polenfrage und ihrer Nachgiebigkeit gegenüber Deutschland sind trotz der maßvollen Art, in der sie vorgebracht wurden, für die Stimmung, die selbst unter den konservativsten galizischen Politikern herrschte, symptomatisch.“

Im Dezember 1915 warnte Biliński Außenminister Burián, dass die Errichtung einer besonderen, aus Ostgalizien gebildeten deutsch oder ruthenisch verwalteten österreichischen Provinz in früherem oder späterem Zeitpunkt zu einem neuerlichen Kriege mit Russland führen müsste. Daher war es erstaunlich, wie stark der polnische Widerstand gegen die Teilung Galiziens in Wien und Budapest unterschätzt wurde.
Die aktivistische Linke Polens unter Józef Piłsudski wollte Anfang 1917 vom Zusammengehen mit der „Leiche“ Habsburgermonarchie ohnehin nichts mehr wissen.

### Unabhängiges Polen
Biliński wurde Ende 1919 noch von Piłsudski als Finanzminister des neuen polnischen Staates in die Regierung von Ministerpräsident Ignacy Jan Paderewski nach Warschau berufen, zog sich aber bald ins Privatleben zurück und wurde Präsident der Österreichisch-Polnischen Bank in Wien.
Seine sterblichen Überreste wurden 1923 nach Teplitz-Schönau in der Tschechoslowakei überführt und auf dem dortigen Friedhof in der Gruft der Familie seiner Frau Josefine, geborene Seiche-Nordenheim, beigesetzt.